# پاناسونیک لومیکس دی‌ام‌سی-اف‌زد۲۸

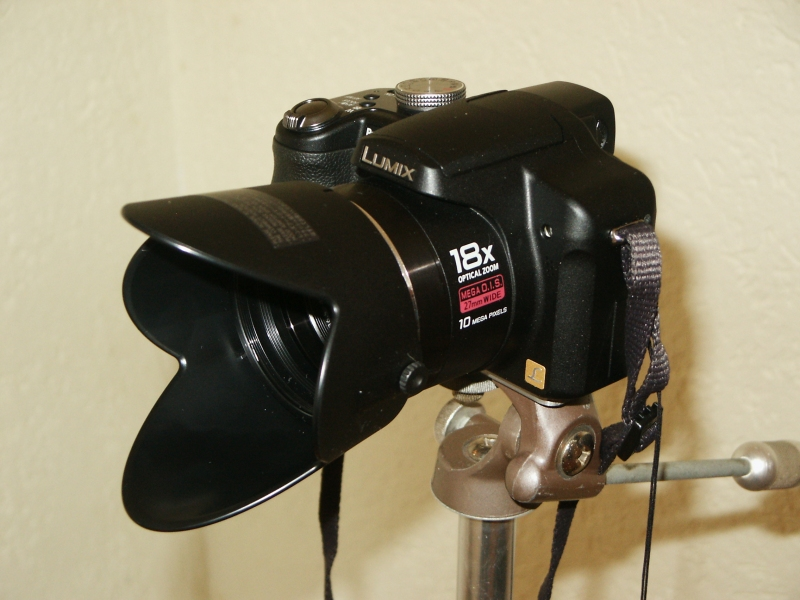
پاناسونیک لومیکس دی‌ام‌سی-اف‌زد۲۸

پاناسونیک لومیکس دی‌ام‌سی-اف‌زد۲۸ (به انگلیسی: Panasonic Lumix DMC-FZ28) یک دوربین عکاسی ساخت شرکت پاناسونیک است.